# Rigsforstander
En rigsforstander (på eng.: regent ad interim) er en person der varetager regeringen af et land når monarken (statsoverhovedet) er bortrejst eller syg i længere tid, eller er umyndig. Begrebet benyttes især i europæisk sammenhæng.

## Danmarks rigsforstandere
I Danmark ses i løbet af middelalderen et antal tilfælde, hvor en rigsforstander indsættes som rigets regent for en periode. Senest med Christoffer af Bayern, der fungerede som rigsforstander fra 1439 til 1440.
En egentlig lov om rigsforstanderskab vedtages dog først d. 11. februar 1871, og første gang loven kommer i anvendelse er i juni 1902, hvor Prins Christian indtræder som rigsforstander.
H.M. Kong Frederik var ikke rigsforstander da hans mor H.M. Dronning Margrethe var regent og bortrejst, men fungerede som regent i hendes fravær. Tilsvarende vil H.K.H. Kronprins Christian kunne være regent når H.M. Kong Frederik er bortrejst.
Rigsforstanderen skal være myndig og arveberettiget til tronen eller en fuldmyndig person med dansk indfødsret og høre til den evangelisk-lutherske kirke.
Aktuelle rigsforstandere er:
- H.K.H. Joachim Holger Waldemar Christian prins til Danmark, greve af Monpezat
- H.K.H. Benedikte Astrid Ingeborg Ingrid prinsesse til Danmark, prinsesse af Sayn-Wittgenstein-Berleburg
- H.M. Mary Elizabeth Dronning af Danmark, grevinde af Monpezat[3]
- H.M. Margrethe Alexandrine Þórhildur Ingrid, Dronning til Danmark[4]

Både prins Joakim og prinsesse Benedikte er 'til Danmark' fordi de er i arvefølgen til tronen. H.M. Dronning Mary blev udnævnt som rigsforstander af H.M. Dronning Margrethe den 2. oktober 2019.
Rigsforstanderhvervet markeres ved at rigsforstanderflaget hejses på rigsforstanderens residens.

## Rigsforstandere i Finland
Da Finland 1917 erklærede sig uafhængigt af Rusland, havde landet været et storfyrstendømme med den russiske kejser som storfyrste siden 1809. Finland var altså formelt set et monarki, selv om det nu var uden monark. Indtil man havde bestemt sig for, hvordan statens førelse skulle arrangeres, fungerede først Pehr Evind Svinhufvud (1918) og siden Carl Gustaf Emil Mannerheim (1918-1919) som rigsforstander.

## Rigsforstandere i Island
1918 blev Island et kongerige i personalunion med Danmark; den danske konge var også konge af Island. 1940 blev Danmark besat af Tyskland, hvorefter Island blev besat af Storbritannien, hvorved de to lande var effektivt afskåret fra hinanden. Eftersom kongen befandt sig i Danmark, udså man på Island Sveinn Björnsson til rigsforstander for at udføre kongens opgaver. Da Island 1944 ved folkeafstemning besluttede sig for fuld uafhængighed og republik, blev samme Sveinn Björnsson landets første præsident.

## Rigsforstandere i Rusland
Da den russiske kejserfamilie blev henrettet i 1918, blev Aleksandr Koltjak udnævnt til rigsforstander for det hvide regime under den russiske borgerkrig. Da de røde vandt borgerkrigen (og undervejs henrettede Koltjak), blev Koltjaks rigsforstanderskab en afslutning på monarkiet.

## Rigsforstandere i Sverige
Sverige har haft rigsforstandere et antal gange i løbet af historien. Senest år 1809, da hertug Karl fungerede som rigsforstander efter at Gustaf IV Adolf var blevet afsat, og indtil han selv blev konge som Karl XIII.
Hvis kongeslægten uddør, skal Riksdagen udpege en midlertidig rigsforstander; om der siden skal findes et nyt kongehus eller om statens styrelse skal ordnes på anden vis, vil det være op til Riksdagen at bestemme.

## Rigsforstandere i Tyskland
Hvis kongen/kejseren i det tysk-romerske rige døde, inden en ny konge var blevet valgt, blev Tyskland styret af to fyrster med titlen Reichsverweser, alternativt Reichsvikar (Rigsvikar). Rigsforstanderne var altid kurfyrsterne af Pfalz og Sachsen.
Da det i 1848 så ud, som om Tyskland var på vej til at forenes, udpegede nationalforsamlingen i Frankfurt den liberalt sindede ærkehertug Johan af Østrig til rigsforstander. Han nedlagde dog sit embede året efter, da det stod klart, at Tysklands forening ikke var nært forestående.
Da kejser Wilhelm II i 1918 var gået i eksil og dermed i praksis abdiceret, ønskede socialdemokraternes leder Friedrich Ebert, at Max af Baden skulle blive rigsforstander, mens spørgsmålet om statsformen blev afgjort. Prins Max takkede imidlertid nej og Tyskland var således uden statschef, frem til Ebert blev valgt til præsident året efter.
I forskellige kupplaner mod det nazistiske regime under anden verdenskrig påtænkte man at udnævne Ludwig Beck til Reichsverweser.

## Rigsforstandere i Ungarn
Ungarn var formelt et monarki 1919-1944 men havde i hele perioden admiral Miklós Horthy som rigsforstander. Horthy blev afsat 1944 og efterfulgt som Ungarns leder af Ferenc Szálasi (som ikke var rigsforstander), leder for den ungarske fascistorganisation Pilekorspartiet.